# Nokia XL
Nokia XL a fost anunțat pe 24 februarie 2014 la Mobile World Congress în Barcelona, Spania. Este un smartphone creat de Nokia, care rulează o versiune modificată de Android cu servicii proprii Nokia și face parte din familia Nokia X⁠(en)[traduceți].
Are dimensiunile de 141.1 x 77.7 x 10.9 mm și o greutate de 190 de grame. Este disponibil în culorile verde, portocaliu, cyan, galben, negru și alb.
Ecranul WVGA are diametrul de 5 țoli cu rezoluția de 480 x 800 pixeli. Este disponibil în culorile negru, galben și alb. 
Camera are 5 megapixeli cu focalizare automată și bliț LED. Camera frontală are 2 megapixeli.
Rulează pe chipset-ul Qualcomm Snapdragon 8225 dual core, cu viteză maximă de ceas de 1 Ghz. Memoria RAM este de 768 MB și cardul microSD suportă până la 32 GB de stocare.
Bateria oferă până la 16 ore de convorbire în 2G și până la 13 ore de convorbire în 3G. Durata de redare audio este de până la 63 de ore și până la 720 de ore în stand-by.